# 中國統一聯盟

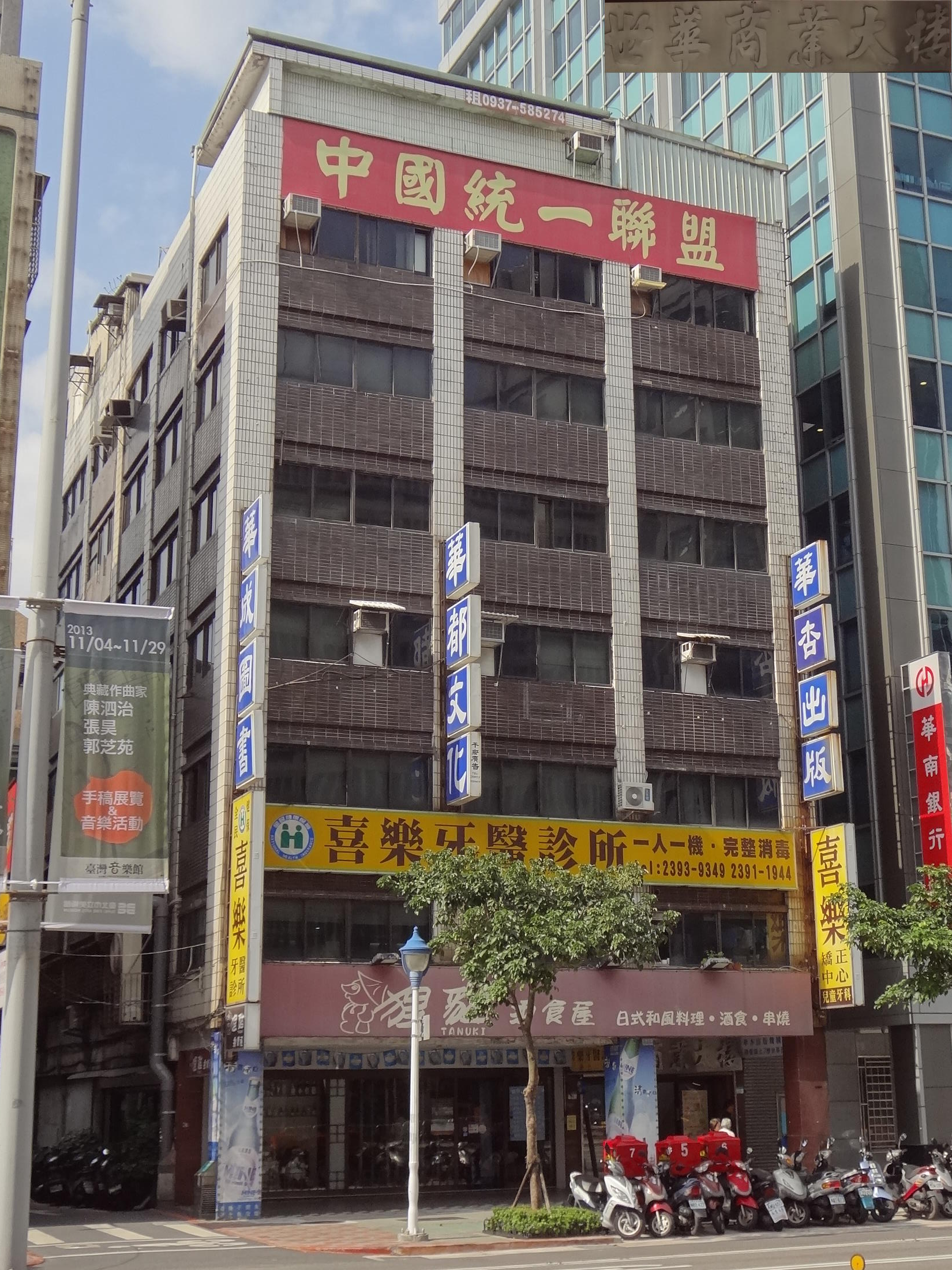
中國統一聯盟總部設於世華商業大樓7樓

中國統一聯盟是臺灣的一个社團法人，成立於1988年4月4日，其宗旨在於「促進民族內部團結與和平，建設民主統一國家」，反對台灣獨立，推動兩岸統一，被認為是統派團體。創盟主席為陳映真。與中国和平统一促进会有合作關係。2019年4月13日，依據政黨法之規定，登记注册為政黨“统一联盟党”。統一聯盟黨首任主席為台灣《觀察》雜誌社社長、前中國統一聯盟主席紀欣。
主要任務為：
- 在一個中國的原則下，尊重兩岸政經制度促進國家統一
- 鞏固和發展海峽兩岸的和平構造，促進海峽雙方結束敵對狀態，發展兩岸人民的同胞情誼，增進民族的團結與統一
- 研究和發展民族整合，實現國家統一的知識和理論
- 團結海內外力量，反對甘為強權驅策，企圖使中國的分裂長期化和固定化的任何形式的民族分裂主義，如台灣獨立，「兩個中國」，「一中一台」，住民自決等

## 歷史
1987年，中華民國總統蔣經國開放台灣人民至大陸探親，《中華雜誌》創辦人胡秋原主張應在台灣島內成立一中華民族主義組織以對抗台獨分離主義。1988年4月4日，中國統一聯盟由《中華雜誌》與夏潮聯合會在台北市發起成立，首任名譽主席胡秋原、余登發，首任主席陳映真，首任副主席謝學賢、黃溪南。
2010年3月27日，中國統一聯盟與勞動黨、夏潮聯合會、臺灣地區政治受難人互助會、臺灣抗日志士親屬協進會等團體共同成立兩岸和平發展論壇。
2011年9月17日於華盛頓舉辦全球華人促統大會，全國人大副委員長、民革中央主席周鐵農等在開幕式上致辭。
2015年5月1日，中國統一聯盟第二十三屆執行委員會暨監察委員會召開臨時會議，選出主席戚嘉林、第一副主席李尚賢、第二副主席王永、監察委員會召集人陳欽銘。

## 成員組織
- 台北分會
  - 會長：朱愛玉
  - 副會長：王琳、韓燕明
- 桃竹分會
  - 會長：祝季君
  - 副會長：徐茂柱、黃振楠
- 台中分會： 
  - 會長：林燿呈
  - 副會長：施明雄、葉爾墻
- 嘉南分會： 
  - 會長：趙興師
  - 副會長：張藝
- 高雄分會： 
  - 會長：馬再騰
  - 副會長：林菊娣、陳世坪[2]
- 屏東分會：
  - 會長：張存逢
  - 副會長：梁財坤、陳少剛
- 花東分會：　
  - 會長：張鴻川
  - 副會長：蔡福順

## 刊物
《統訊》每月15日出刊

## 外部連結
- 中國統一聯盟，存于